# Goldlochspitz
Il Goldlochspitz con 2.110 m s.l.m. è una montagna della Catena del Reticone nelle Alpi Retiche occidentali. Si trova nel comune di Balzers.